# Preobrajenske, Vasîlkivka
Preobrajenske (în ucraineană Преображенське) este un sat în comuna Velîkooleksandrivka din raionul Vasîlkivka, regiunea Dnipropetrovsk, Ucraina.

## Demografie
Componența lingvistică a localității Preobrajenske
     Ucraineană (100%)
Conform recensământului din 2001, toată populația localității Preobrajenske era vorbitoare de ucraineană (100%).